# Colpo di Stato in Egitto del 2013
Il colpo di Stato in Egitto del 2013 è stato attuato il 3 luglio 2013 dall'esercito nazionale contro il Presidente egiziano Mohamed Morsi, dopo una fase di contrapposizione tra quest'ultimo e un vasto movimento popolare di opposizione, noto come Tamàrrud.

## Storia

### Antefatti
I disordini incominciano nel novembre 2012 all'indomani dell'auto-attribuzione, mediante decreto, del presidente Mohamed Morsi di ampi poteri nel campo del potere giudiziario, giustificandosi di voler rendere non impugnabili i suoi decreti presidenziali per mettere al riparo il lavoro dell'Assemblea Costituente incaricata di redigere una nuova Costituzione.

### Il colpo di Stato militare
Dal 30 giugno 2013, a un anno dall'elezione del presidente e leader dei Fratelli Musulmani Mohamed Morsi, milioni di egiziani scesero in piazza per protestare contro il governo, secondo i dati di Tamàrrud che è un movimento egiziano di opposizione. Il movimento ha annunciato di aver raccolto oltre ventidue milioni di firme per chiedere la destituzione del presidente Morsi e per ottenere elezioni anticipate. Nella capitale, in particolare, i manifestanti arrivarono quasi a circondare il palazzo presidenziale.
Il 3 luglio 2013, di fronte al movimento di protesta, Mohamed Morsi è stato rimosso dalla carica da un colpo di Stato messo in atto dal comandante in capo delle Forze armate egiziane, gen. Abdel Fattah al-Sisi, e sottoposto a misure restrittive della libertà, a poco più di un anno dalla sua elezione, nel 2012 avvenuta nelle file del Partito Libertà e Giustizia, espressione dei Fratelli Musulmani.
Numerosi saranno gli scontri durante la notte con 16 morti al Cairo, dopo che molti baltajiya (termine usato dalla popolazione egiziana, per definire i criminali che agiscono in cambio di soldi), hanno attaccato la sede dei Fratelli Musulmani nella capitale.
Le proteste vanno avanti, e il 1º luglio le forze armate egiziane e il ministero della difesa impongono un ultimatum di 48 ore al presidente Morsi. Entro quel tempo il presidente dovrà «dare delle risposte al popolo egiziano», realizzando le loro richieste.
L'ultimatum verrà rifiutato da Morsi il giorno seguente.
Lo stesso giorno (2 luglio) il presidente Morsi lancia un «appello al martirio», affermando di voler proteggere la democrazia con la sua stessa vita. Su Twitter il presidente ribadisce: «Non mi lascerò dare ordini, né dall'interno né dall'estero».
Allo scadere dell'ultimatum il presidente Morsi propone un governo di coalizione nazionale, ma le forze armate dopo un dialogo con uno dei leader della protesta decidono di deporre il presidente.
Morsi e i suoi collaboratori e membri del governo vengono arrestati per evitare l'espatrio. L'annuncio del colpo di Stato è andato in onda a reti unificate nel paese ed è stato annunciato dal generale Abdel Fattah al-Sisi.

### Dopo il golpe
Il giorno dopo il golpe, in molte città ci sono stati scontri tra gli oppositori e i Fratelli Musulmani. Vengono inoltre arrestati la guida spirituale musulmana e il suo vice, per "istigazione" alla violenza.

#### 4 luglio
Il 4 luglio viene nominato presidente ad interim fino alle future elezioni presidenziali il giudice, nonché presidente della corte costituzionale, Adli Mansur.
Si verificano nuovi scontri nelle principali città del paese, durante la notte, con 9 morti e 16 feriti, tutti da parte dei Fratelli Musulmani.

#### 5 luglio
Il 5 luglio, giorno chiamato anche "Venerdì del rifiuto" dai Fratelli Musulmani e dalla maggior parte della popolazione che si era schierata contro il golpe militare, ci sono stati altri scontri tra i sostenitori di Morsi e l'esercito. A fine giornata il bilancio sarà di 30 morti.
Il procuratore generale d'Egitto ha ordinato la scarcerazione di due figure di spicco della Fratellanza: Sa'd al-Katatni, capo del partito della Giustizia e Libertà e il vice della Guida Suprema, Rashad al-Bayumi.
Ha fatto scalpore l'apparizione pubblica di Muḥammad Badīʿ, guida spirituale dei Fratelli Musulmani, durante le manifestazioni degli islamici, in quanto si riteneva fosse stato arrestato il 3 luglio. Egli ha dichiarato:
Lo stesso giorno il Presidente della Repubblica ad interim Adli Mansur ha emesso un decreto costituzionale con cui viene sciolto anche il Consiglio della Shūra (che era l'unico organo depositario del potere legislativo dal 29 novembre 2012).

#### 6 luglio
Il Fronte di salvezza nazionale, che raccoglie tutte le forze laiche di opposizione, ha convocato una manifestazione per «difendere la rivoluzione del 30 giugno», a seguito della decisioni dei Fratelli Musulmani e della maggior parte della popolazione di rimanere in piazza «fino al ritorno del nostro presidente eletto Mohamed Morsi».
Il Presidente Mansour rende noto di voler nominare Mohamed El Baradei primo ministro d'Egitto ad interim, raccogliendo la forte opposizione dei Fratelli Musulmani e dei salafiti.

#### 7 luglio
Nel clima di forte opposizione del partito al-Nur (che sostiene l'azione dei militari per non rischiare di essere esclusi dalla vita politica) all'ipotesi di nominare al-Barade'i nuovo Primo ministro, l'economista liberale (laureato a Oxford), Ziyād Bahāʾ al-Dīn, cofondatore del Partito Socialdemocratico Egiziano, è stato indicato dalla TV di Stato egiziana come il probabile nuovo premier ad interim. Un portavoce della presidenza ha riferito che al-Barade'i sarebbe invece stato nominato vicepremier ad interim.
Tale opzione trova, all'inizio, l'appoggio dei salafiti di al-Nūr: il loro portavoce dichiara che Ziyād Bahā' al-Dīn «è una delle figure liberali che gode di grande rispetto».
In seguito però - per bocca del suo presidente - al-Nūr boccia anche questa proposta, poiché Muhammad al-Barāde'ī e Ziyād Bahā' al-Dīn «sono entrambi del Fronte di salvezza nazionale [la coalizione delle opposizioni laiche], ed è una cosa che respingiamo».
Al Jazeera denuncia che le forze di sicurezza egiziane sono entrate nella redazione del Cairo dell'emittente qatarina. Già il 3 luglio, giorno in cui le Forze Armate deposero Morsi, la sede di Al Jazeera in Egitto era stata oggetto di un'irruzione apparentemente simile, conclusasi con l'arresto dei suoi dipendenti.
In piena notte un'esplosione è avvenuta a un gasdotto che attraversa il Sinai diretto in Giordania.
Fonti dell'esercito hanno rivelato che le forze armate egiziane hanno chiuso tutti gli altri accessi alla parte orientale del Cairo, così da impedirvi l'afflusso dei seguaci del deposto presidente Mohamed Morsi e dei Fratelli Musulmani, allo scopo di evitare scontri con i militanti laici.
Fonti militari hanno indicato in circa 20 000 i manifestanti pro-Morsi, radunati di fronte alla moschea di Rābiʿa al-ʿAdawiyya a Nasr City, pressappoco a 5 km dal Palazzo presidenziale al-Ittiḥādiyya (Unità).

### 8 luglio
Un gruppo di sostenitori dell'ex presidente Morsi, che manifestava davanti a una sede della Guardia Repubblicana (esercito egiziano), è stato attaccato da un gruppo di militari. I morti, dice la televisione di stato, sono 42 e i feriti almeno 300.
Un esponente di spicco dei Fratelli Musulmani, Muhammad Ibrahim al-Beltagi, ha parlato di «vera carneficina» e ha esortato «tutte le persone libere del mondo a intervenire per fermare ulteriori massacri e impedire una nuova Siria nel mondo arabo», chiedendo alla comunità internazionale di fermare le stragi.
L'esercito ha giustificato l'attacco ai sostenitori di Morsi con la necessità di impedire a un «gruppo terroristico» di assaltare una postazione della Guardia Repubblicana.
Al Jazeera ha riferito che molte delle vittime della strage sarebbero state uccise da alcuni cecchini dell'esercito, poiché molti dei morti, secondo una fonte dei servizi di soccorso, riportano spari alla testa o al collo. Molti esponenti della Fratellanza hanno pubblicato su Twitter foto di cadaveri o di feriti che mostrano segni di pallottole al cranio o nella parte alta del corpo.
A seguito della strage, al-Barade'i ha richiesto l'apertura di un'inchiesta su quanto accaduto. Sul suo profilo Twitter egli ha scritto: «La violenza genera violenza, e dovrebbe essere condannata in maniera forte. Un'indagine indipendente è necessaria. La transizione pacifica è l'unica strada da percorrere».
L'agenzia di stampa AFP ha riferito che è stata ordinata la chiusura della sede del partito Libertà e Giustizia al Cairo dopo che la polizia vi avrebbe trovato «liquidi infiammabili, coltelli e armi» da usare durante le manifestazioni anti-Morsi, contro i militanti dell'opposizione laica.
A fine giornata il portavoce delle forze armate chiede che «vengano smobilitati i sit-in [dei manifestanti pro-Morsi]» e promette che i «manifestanti non saranno arrestati».

### 9 luglio
In attesa di nuove elezioni il portavoce presidenziale, Ahmad al-Muslimani, annuncia che è stato nominato Primo ministro ad interim l'economista liberale Ḥāzem al-Beblāwī, già ministro delle Finanze, anche in considerazione della non ostilità di al-Nūr.
Il presidente Mansur ha deciso di assegnare ad al-Barade'i la carica di vice Presidente della Repubblica ad interim.
I Fratelli Musulmani, in risposta a queste scelte, convocano un'altra manifestazione, definendo il 9 luglio il «giorno del milione di martiri», per chiedere la liberazione di Morsi e il ripristino della legalità.
Nello stesso giorno il presidente Mansour emana un decreto che definisce la road map istituzionale per riportare il paese alla normalità:
- entro 15 giorni va istituita una commissione costituente che entro due mesi presenti alla presidenza gli emendamenti alla nuova costituzione di stampo islamico – sospesa dal colpo di Stato – voluta dai Fratelli musulmani;
- gli emendamenti saranno quindi sottoposti a referendum popolare entro un mese dalla loro presentazione.
- svolta la consultazione popolare, entro due mesi (cioè entro la fine dell'anno) si dovranno tenere le elezioni parlamentari.
- solo allora, con una nuova costituzione e un parlamento funzionante, saranno indette nuove elezioni presidenziali.

I leader della campagna Tamàrrud (contro l'ex presidente egiziano Mohammed Morsi) hanno definito «dittatoriale» la dichiarazione costituzionale diffusa dal presidente ad interim Adly Mansour. Lo si legge sul profilo Twitter di Tamàrrud.

### 10 luglio
Nella notte tra il 9 e il 10 luglio si sono verificati scontri nella regione del Sinai tra militanti islamisti e militari. Il bilancio è di due morti e sei feriti.
In mattinata il Fronte di Salvezza Nazionale (opposizione laica) ha dichiarato di non essere soddisfatto del decreto presidenziale di Mansour, così come i Fratelli Musulmani.
Il nuovo premier al-Beblawi ha annunciato che avvierà oggi i lavori per la formazione del nuovo governo. Un portavoce dell'esecutivo ha riferito che il premier Ḥāzem al-Beblāwī sarebbe intenzionato a offrire dei ministeri anche al partito Libertà e Giustizia (l'ala politica dei Fratelli Musulmani). Il portavoce della Fratellanza ha però smentito qualsiasi possibilità di entrare nel governo provvisorio: «Non trattiamo con i golpisti, respingiamo qualunque cosa che arrivi da questo colpo di Stato».
Il Procuratore generale egiziano ha emanato, poco dopo mezzogiorno, un mandato d'arresto per il leader dei Fratelli Musulmani, Muḥammad Badīʿ, per «istigazione all'omicidio e alla violenza».

## Opinioni e valutazioni sul colpo di Stato
Il professore Roger Owen, docente di Storia del Medio Oriente all'Università di Harvard, ha dichiarato in un'intervista a il manifesto:
David Piccardo, coordinatore delle Associazioni Islamiche di Milano (AIM), in un intervento sull'Huffington Post, ha scritto che ciò che è accaduto in Egitto è stato un vero colpo di Stato:
Anche l'orientalista e storico della filosofia islamica Massimo Campanini, è convinto che si sia trattato di un vero e proprio colpo di Stato e non di una "rivoluzione". Lo studioso però pone l'accento sull'alleanza tra esercito e opposizione:
Per il quotidiano francese Le Figaro si è trattato di «golpe che nessuno vuole chiamare golpe».
Al contrario per il quotidiano britannico The Guardian: «La cacciata di Morsi in Egitto è la seconda rivoluzione in due anni».
Per Hasni Abidi, politologo e specialista del mondo arabo, direttore del "Centro di studi e di ricerca sul mondo arabo e mediterraneo", l'azione dell'opposizione e dell'esercito rappresenta una continuazione della rivoluzione che depose Mubarak:
Il giornalista francese Bernard Guetta, esperto di politica internazionale, in un articolo sull'Internazionale sostiene che:
Il portavoce dei cattolici egiziani, Rafic Greiche, sostiene che ciò che è accaduto in Egitto non è un golpe: